# Zirkel (Studentenverbindung)

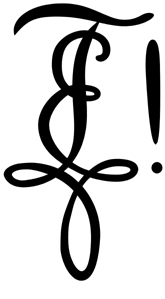
Burschenschafter-Zirkel, bestehend aus den Buchstaben „E, F, V“ für Ehre, Freiheit, Vaterland

Der Zirkel ist ein monogrammartiges Erkennungszeichen einer Studentenverbindung. Er ist eine Verschlingung von meist in einem Zuge geschriebenen Buchstaben, in der Regel der Anfangsbuchstaben des Verbindungsnamens und eines Leitspruchs. Dieser Leitspruch ist nicht immer mit dem Wahlspruch der Verbindung gleichzusetzen. Früher waren an manchen Hochschulen auch Zirkel üblich, die aus den Anfangsbuchstaben des Hochschulnamens gebildet waren, so F und A für Friderico-Alexandrina, G und A für Georgia-Augusta oder R und C für Ruperto-Carola.

## Geschichte

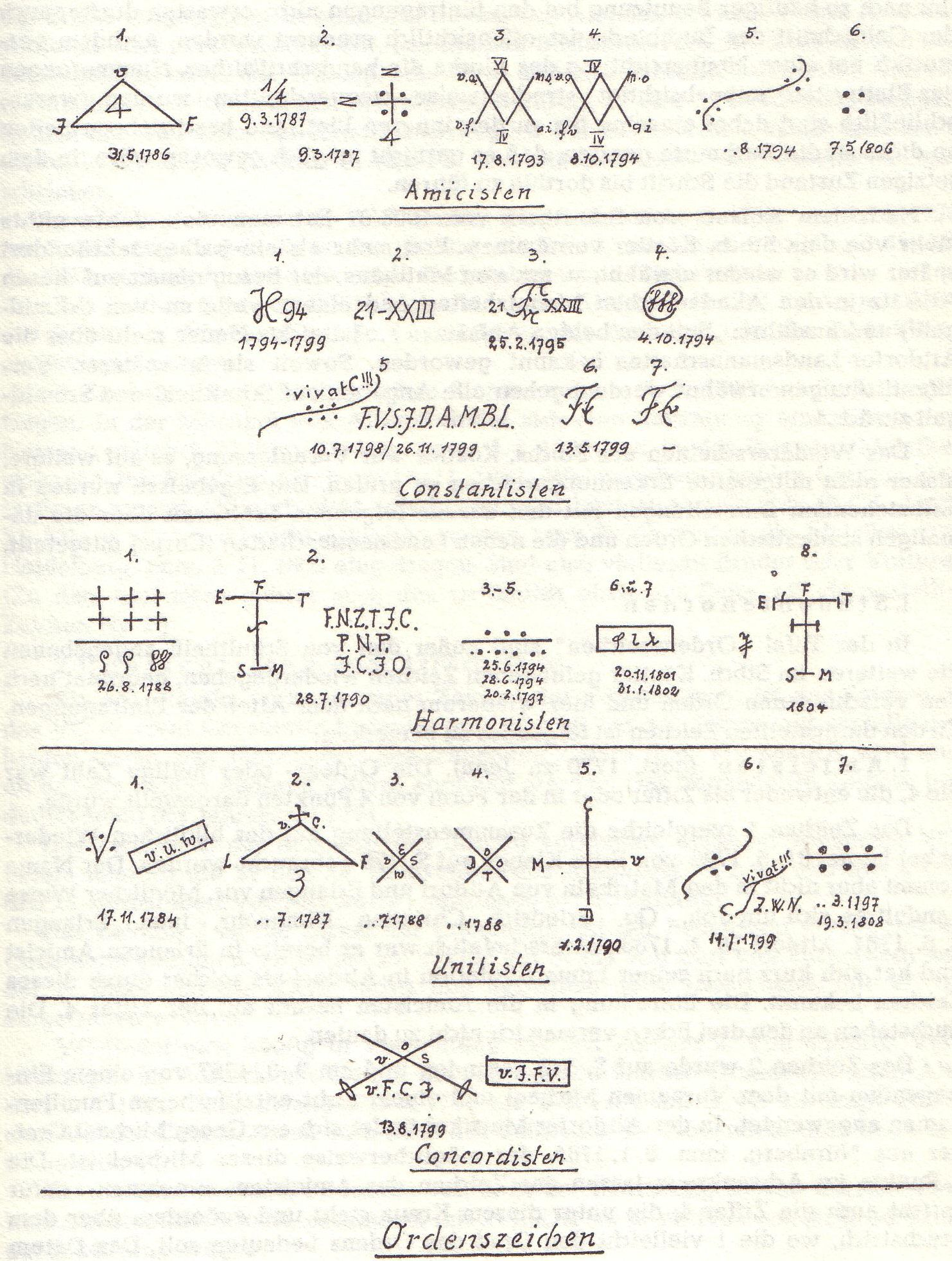
Zeichen von Studentenorden

Zirkel bürgerten sich um 1780 zunächst bei den Studentenorden ein und wurden rasch von den späteren Corps übernommen. 
Anfangs handelte es sich noch um einfach in Reihe hintereinandergesetzte Anfangsbuchstaben in Form einer Abkürzung, später wurde daraus die „künstlich verschlungene“, „geheimnisvolle“ Zusammensetzung derselben.
Bis ins frühe 19. Jahrhundert bestanden Zirkel nur aus solchen Buchstabenkombinationen; das Ausrufezeichen hinter dem Zirkel tauchte erst zwischen 1820 und 1830 auf.

## Bedeutungen des Zirkels

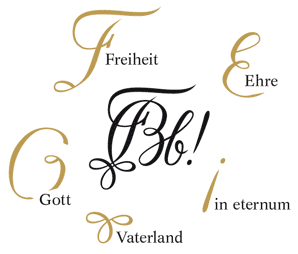
Zirkel der Burschenschaft der Bubenreuther mit Erläuterung der Bestandteile

Der Zirkel weist in der Regel den Anfangsbuchstaben des Verbindungsnamens und eines Leitspruchs auf. Verbreitete Varianten des Leitspruchs sind:
- Vivant fratres coniuncti <Verbindungsname (im Genitiv); z. B.: Guestphaliae>: Es mögen leben die verbundenen Brüder
- Vivat circulus fratrum <Verbindungsname (im Genitiv Plural); z. B.: Hassorum>: Es lebe der Kreis der Brüder
- Vivat, crescat, floreat <Verbindungsname; z. B.: Germania>: Es lebe, wachse, blühe

Ab 1795 löste „Vivat circulus fratrum …“ die davor gebräuchliche Bedeutung „Vivant fratres coniuncti …“ ab.

Aufschlüsselung der einzelnen Bestandteile am Beispiel des Zirkels des W.K.St.V. Unitas Stolzenfels
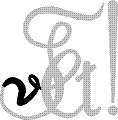
Vivat
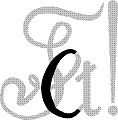
Crescat
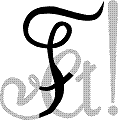
Floreat
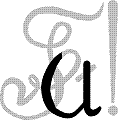
Unitas
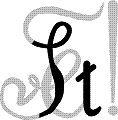
Stolzenfels

## Der Zirkel in seiner Verwendung

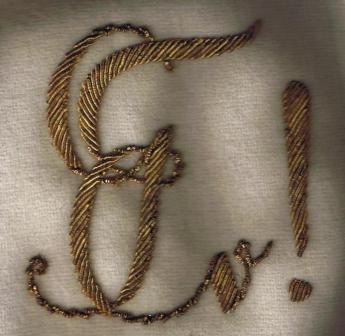
Gestickter Zirkel auf einem Tönnchen

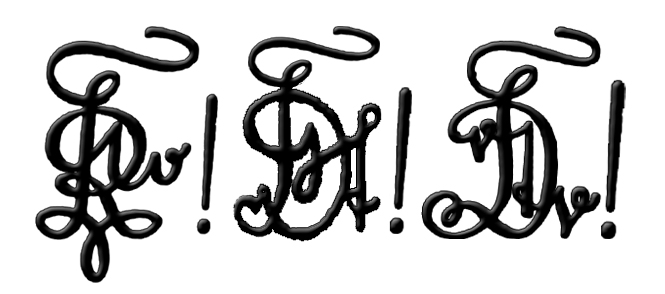
Der VDSt Straßburg-Hamburg-Rostock führt die drei Zirkel seiner Vorgängerverbindungen.

- Der Zirkel wird von Korporierten als Namenszusatz hinter die Unterschrift gesetzt, wenn sie diese in „Korporationsangelegenheiten“ leisten. Bei Zugehörigkeit zu mehreren Verbindungen werden diese Zirkel in Beitrittsreihenfolge hinter die Unterschrift hinzugefügt. Bei schwarzen Verbindungen, d. h. Verbindungen, die weder Farben tragen noch Farben führen, ist der Zirkel oft das einzige Erkennungszeichen der Verbindung. Einige durch Fusionen von zwei oder mehr Vorgängerverbindungen entstandene Verbindungen führen auch mehr als einen Zirkel.
- Die Chargierten setzen ein Chargenzeichen in Form von Kreuzen hinter den Zirkel („×“, „××“, „×××“). Ein Fuchsmajor setzt vielfach ein FM hinter den Zirkel, die Füchse bei einigen Verbindungen den Zusatz F bzw. ren für Renonce, Conkneipanten ein CK.
- Im Schreibmaschinensatz wird der Zirkel oft durch „Z!“ ersetzt, bei einigen Verbindungen auch durch andere Buchstaben oder Buchstabenkombinationen mit Ausrufezeichen. Durch die Möglichkeiten des Computers wird auf offiziellen Schreiben einer Verbindung vermehrt auf Zirkelgrafiken gesetzt, die die Verbindungszugehörigkeit der betreffenden Person erkennen lassen.
- Der Zirkel wird zumeist im entsprechenden Wappen der Verbindung gezeigt; beim sogenannten kleinen Wappen wird er auf die Verbindungsfarben aufgelegt.
- Der Zirkel wird auch auf Couleurgegenständen verwendet, wie Gläsern, Krügen, Fahnen, teilweise auch als Stickerei auf Mützen, insbesondere den sogenannten Biertonnen oder Tönnchen (siehe auch: Studentica).
- Beispiele für Zirkel lassen sich in Karzern (ehemaligen Gefängnissen von Universitäten) begutachten, zum Beispiel in Heidelberg, Erlangen, Göttingen, Greifswald und Leipzig.

Zirkel auf Gebrauchsgegenständen
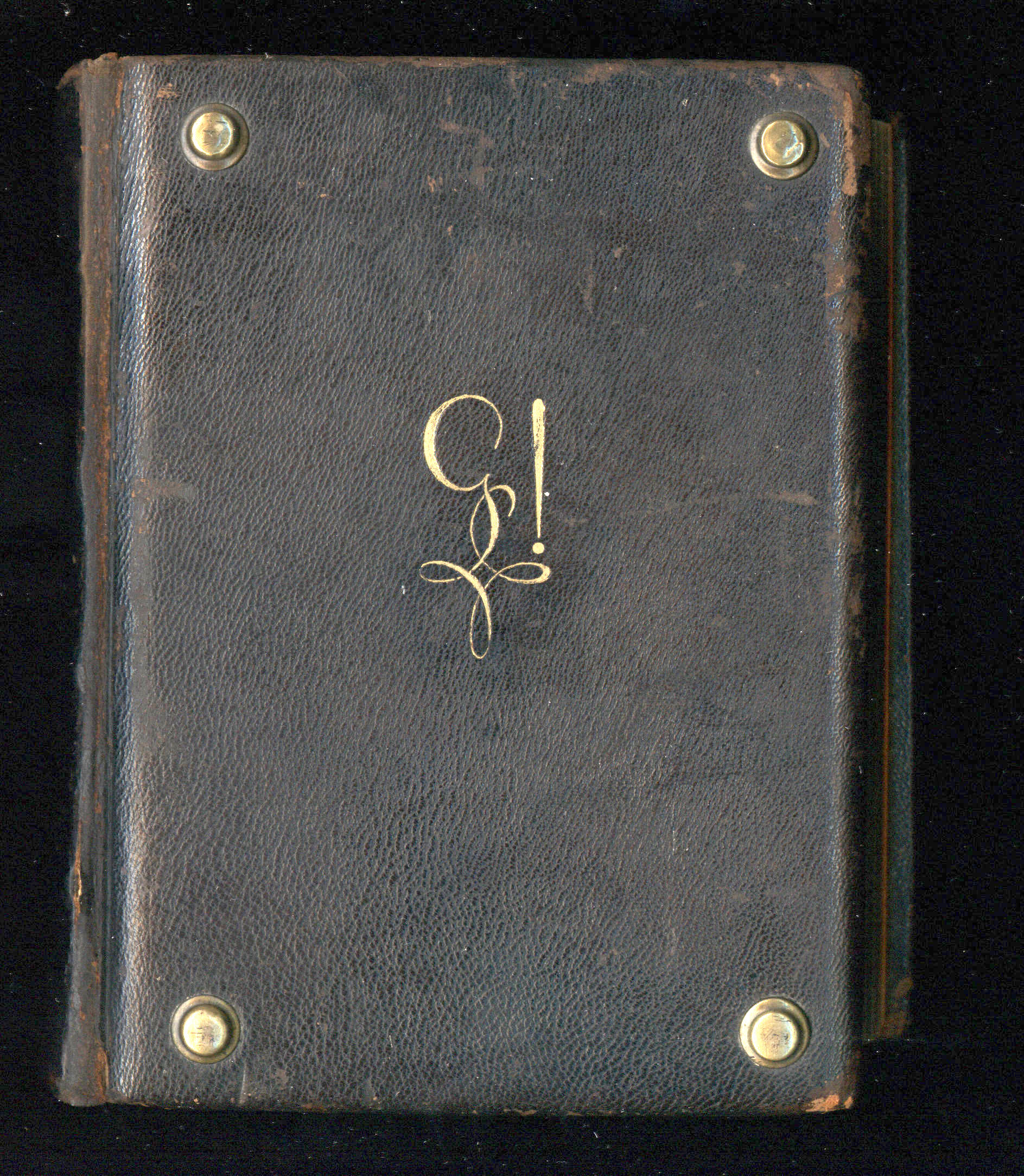
Kommersbuch
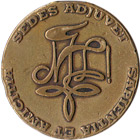
Biermarke
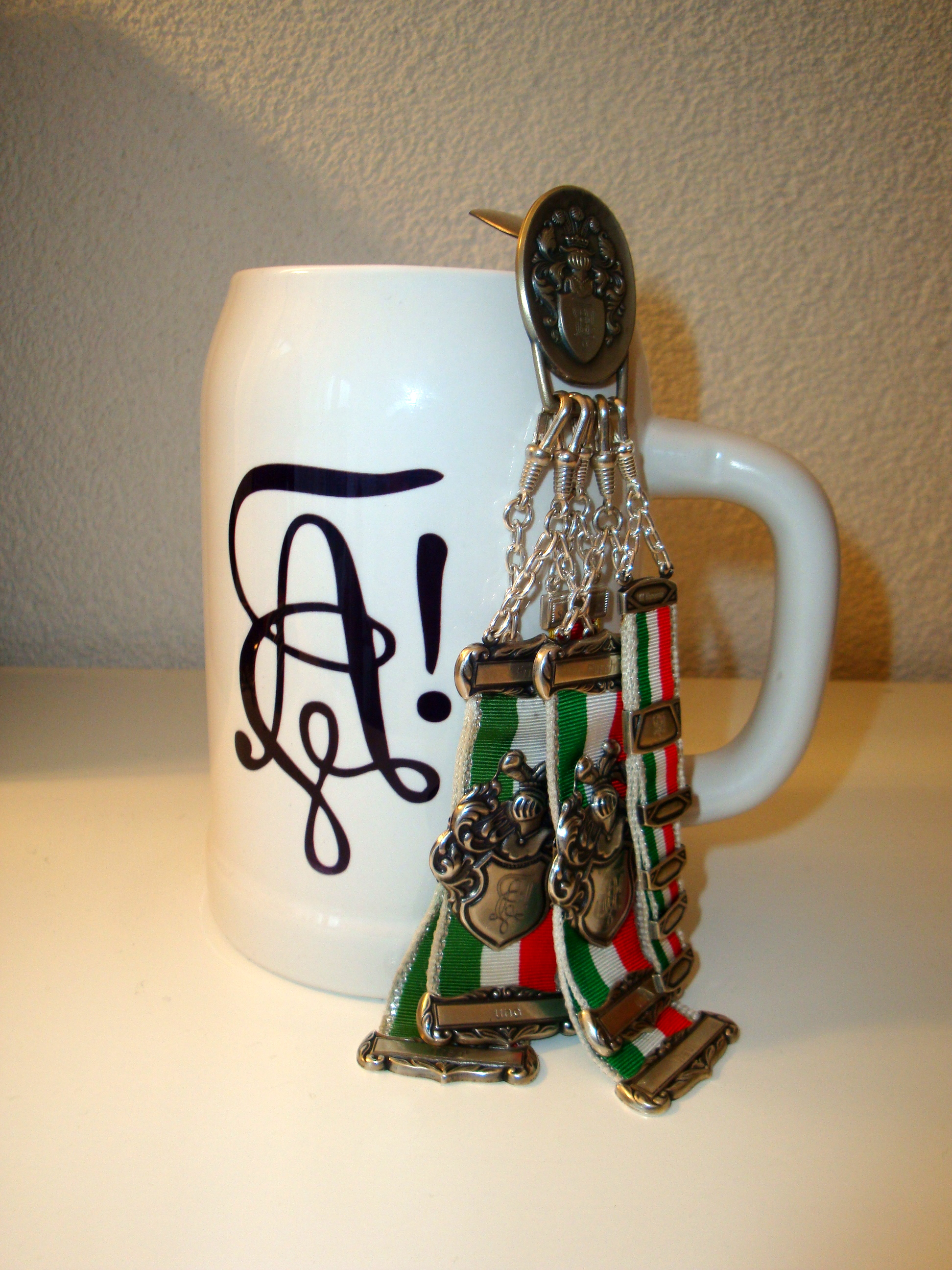
Bierkrug und Zipfelbund
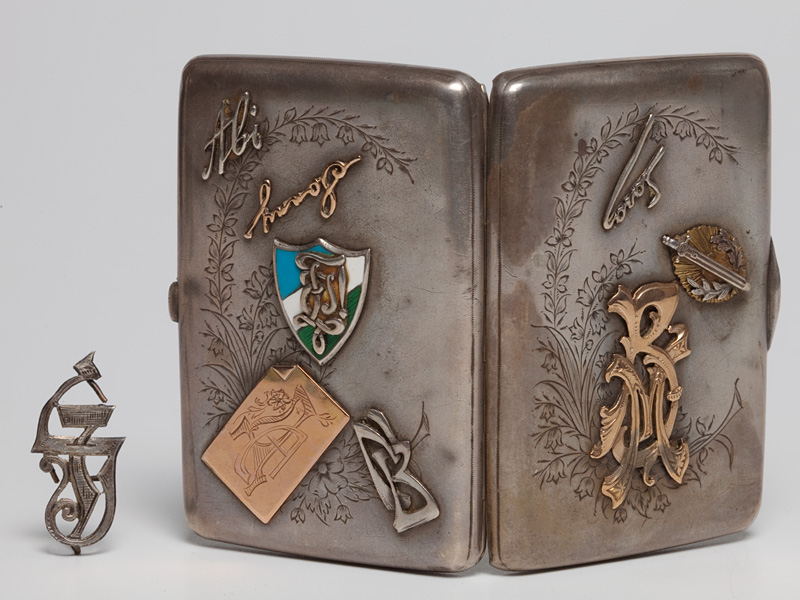
Zigarettenetui

## Das Ausrufezeichen
Das Ausrufezeichen taucht erst zwischen 1820 und 1830 hinter den verschlungenen Buchstaben des Zirkels auf.
Sehr wahrscheinlich bezieht sich das Ausrufezeichen auf den imperativen Aspekt des Vivat! als Optativ. Daher erklärt sich auch das gelegentliche Anfügen von drei Ausrufezeichen nach dem Zirkel bis etwa 1850, da sich diese auf den dreifachen Wunsch des Vivat! Crescat! Floreat! beziehen.
Es existieren auch weitere Deutungen, die aber insgesamt als spätere Interpretationen zeitgenössisch nicht belegt sind. So behaupten manche, das Ausrufezeichen symbolisiere das Prinzip der unbedingten Satisfaktion mit der Waffe; zu Beginn des 19. Jahrhunderts ist jedoch hierfür das (mehr oder weniger abstrahierte) Zeichen der nach oben zeigenden, gekreuzten Schläger üblich. 
Andere wiederum sind der Meinung, dass das Rufzeichen ein Zeichen dafür ist, dass die Verbindung noch aktiv ist, oder dass es die Altherrenschaft als Strich und die Aktivitas als Punkt symbolisiere. Bünde ohne Aktivbetrieb sollten daher am Fehlen des Ausrufezeichens bzw. des Punktes erkennbar sein, was jedoch in der Praxis nicht der Fall ist. Zudem gibt es organisierte Altherrenschaften, auf die sich der Strich des Rufzeichens beziehen könnte, erst seit der zweiten Hälfte des 19. Jahrhunderts. Solche Bedeutungen werden dem Ausrufezeichen vor allem bei relativ jungen Verbindungen zugeschrieben.

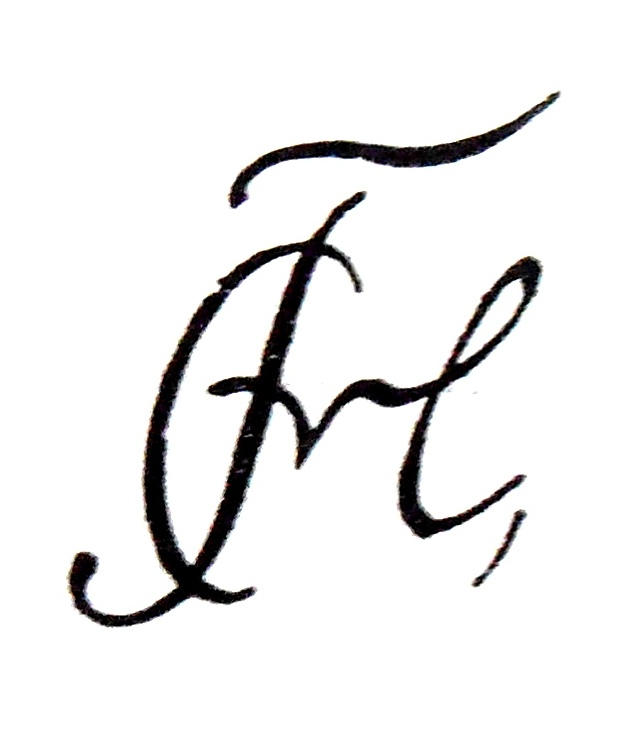
Zirkel des Corps Hannovera Heidelberg (1810–1813) – noch ohne Ausrufezeichen
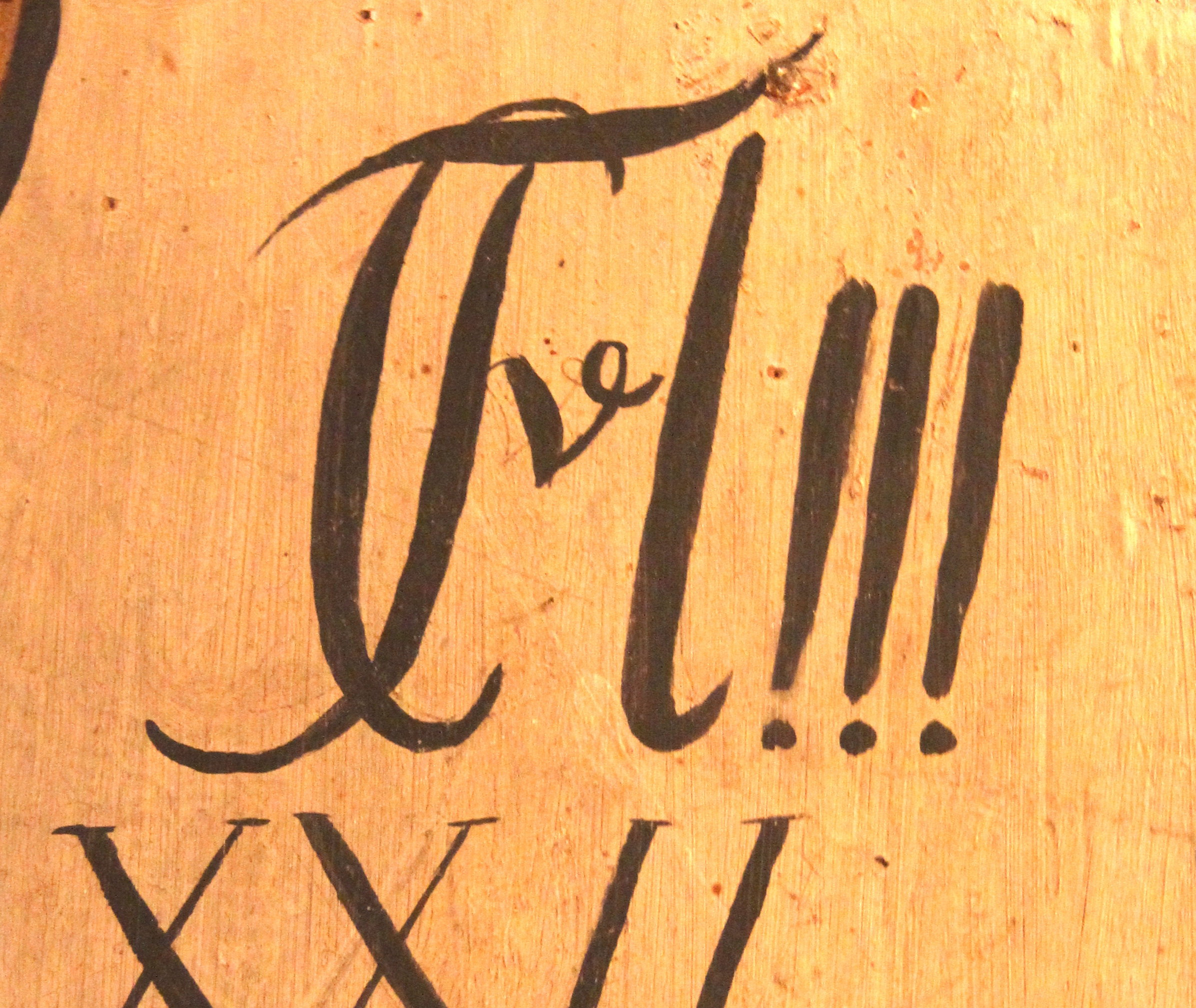
Zirkel des Corps Hassia Gießen mit drei Ausrufezeichen (vermutlich Mitte des 19. Jahrhunderts)